# Kerteminde-Drigstrup Sogn

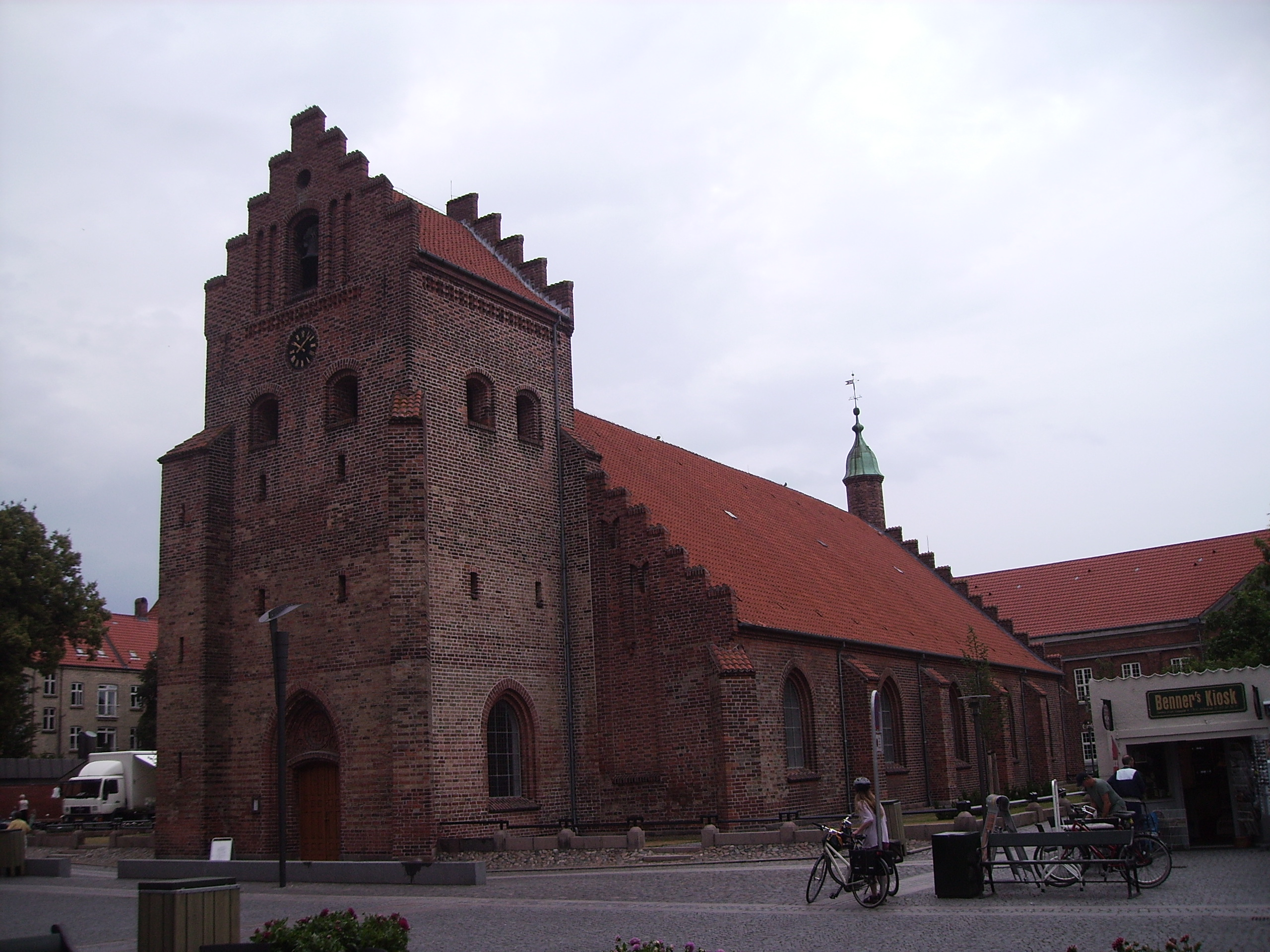
Sankt Laurenti Kirke

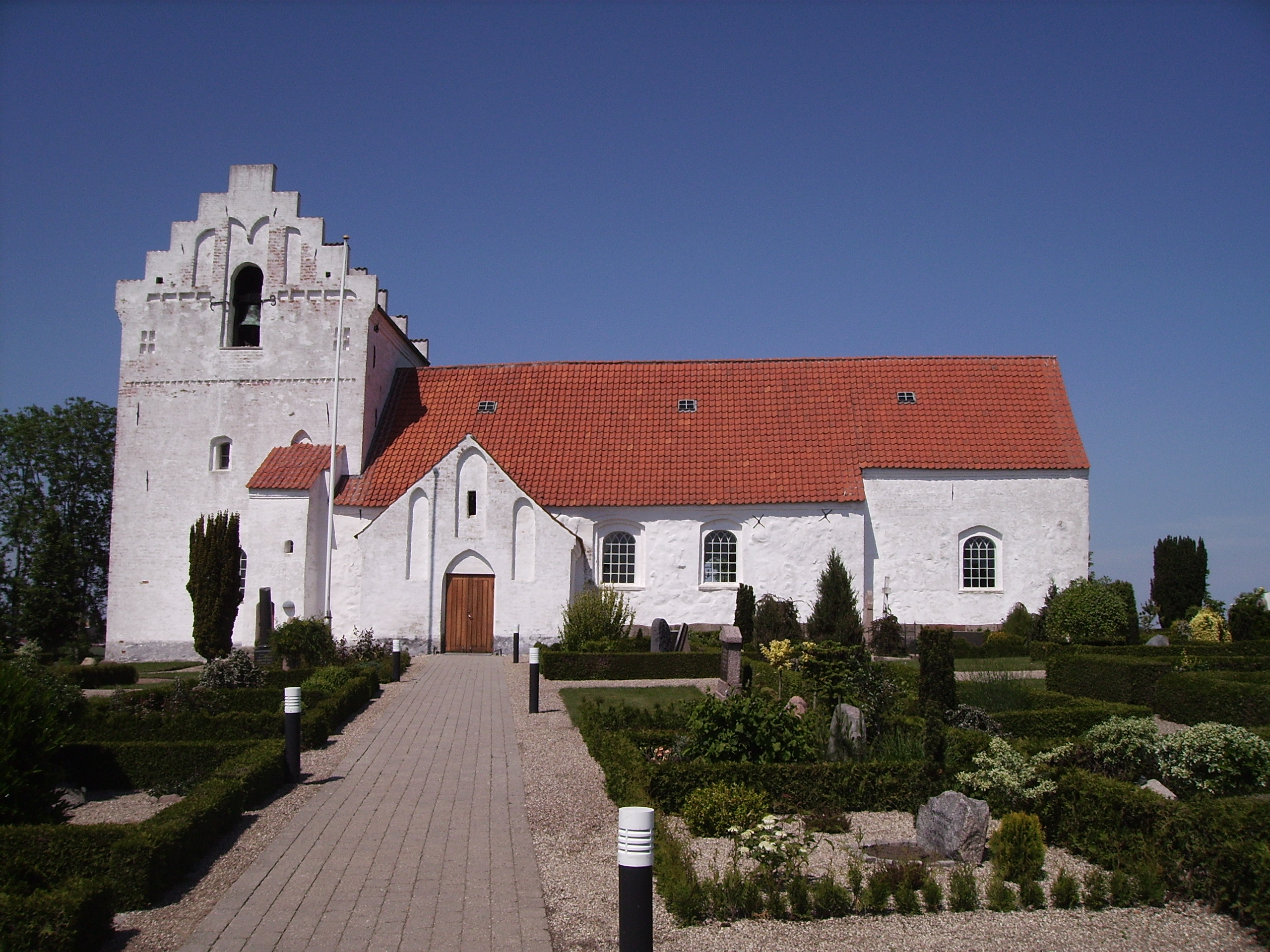
Digstrup Kirke

Kerteminde-Drigstrup Sogn ist eine Kirchspielsgemeinde (dän.: Sogn) im Kommunenzentrum Kerteminde auf der Insel Fyn (dt.: Fünen) im südlichen Dänemark. Sie entstand zum 1. Dezember 2013 durch Zusammenlegung des bis dahin bestehenden Kerteminde Sogn mit dem westlich benachbarten Drigstrup Sogn. Bis 1970 gehörten beide zur Harde Bjerge Herred im damaligen Odense Amt, danach zur Kerteminde Kommune im Fyns Amt, die im Zuge der  Kommunalreform zum 1. Januar 2007 in der „neuen“ Kerteminde Kommune in der Region Syddanmark aufgegangen ist.
Im Kirchspiel, in dem die Kirchen „Sankt Laurenti Kirke“ und „Drigstrup Kirke“ liegen, leben 6404 Einwohner (Stand: 1. Januar 2023).
Nachbargemeinden sind im Norden Mesinge Sogn, im Nordosten Viby Sogn, im Süden Revninge Sogn und im Westen Munkebo Sogn.